# Diplomboxning
Diplomboxning är en boxningsform i Sverige som mestadels gäller åldersgruppen 10-15 år, ålder uppåt är dock ej fastställt i regelverket. Man tävlar under speciella regler, vilka regleras av Svenska Boxningsförbundet (SBF).
Diplomboxning finns för närvarande enbart i Sverige och Norge. Boxarna delas vid tävlingar in efter ålder och vikt, det tre olika åldersklasser, dessa är A, B och C.
Vid en diplommatch räknar domarna inte antalet utdelade träffar – hårda träffar är heller inte tillåtna – istället bedöms bland annat boxarens teknik och uppförande i ringen. En diplommatch får inte under några omständigheter bli hård, den boxare som trots ringdomares tillsägelse fortsätter att satsa på slagstyrka kan diskvalificeras. Inom diplomboxning bedömer poängdomarna boxarnas teknik och intryck efter en femgradig skala, där en trea motsvarar godkänt och där den perfekte boxaren får en femma. Enligt SBF:s diplomboxningsregler är ett gott intryck likvärdigt med att:
- Boxas mjukt och tekniskt
- Visa upp sina färdigheter (boxaren använder ett brett register utan att träffa hårt eller förivra sig)
- Anpassar sin boxning efter motståndarens förmåga

Poängdomarna dömer enligt dessa kriterier:
(1) Slag, kontringar och finter, (2) Gardering och undanglidning samt (3) Balans och fotarbete.
Matcherna går över tre ronder, med olika tid för ronderna beroende på ålder och bedöms av tre poängdomare samt en ringdomare. Den boxare som under en match lyckas samla ihop 27 poäng (3 ronder x 3 domare x 3 poäng) eller mer, fick förr ett diplom som visade att man hade uppnått godkänd nivå, därav namnet diplomboxning. Internationellt sett visar Sverige på en stor bredd och ett stort tekniskt kunnande inom ungdomsboxningen, detta tack vare diplomboxningens goda fostran.